# Río Negro (provincie)
Río Negro je jedna ze 23 argentinských provincií ve středu země, na severu Patagonie. Hlavním městem je Viedma. Río Negro hraničí s provincií Neuquén na západě, s provinciemi Mendoza a La Pampa na severu, s provincií Buenos Aires na severozápadě a s provincií Chubut na jihu. Provincie Río Negro dále má na západě hranici s Chile a na jihozápadě má pobřeží Atlantského oceánu.

## Symboly provincie

### Vlajka
Vlajka Río Negra je tvořena listem o poměru stran 2:3, se třemi vodorovnými pruhy – modrým, bílým a zeleným. V modrém pruhu se u žerdi nachází černý kanton se třinácti bílými, pěticípými hvězdami, uspořádanými do kruhu.

### Hymna
Hymna Río Negra je píseň Himno a Río Negro. Text písně napsal Raúl Entraigas hudbu složil Salvador Gallo.

## Departementy
Seznam departementů provincie Río Negro a jejich hlavních měst:
1. Adolfo Alsina  (Viedma)
2. Avellaneda (Choele Choel)
3. Bariloche (San Carlos de Bariloche)
4. Conesa (General Conesa)
5. El Cuy (El Cuy)
6. General Roca (General Roca)
7. Nueve de Julio (Sierra Colorada)
8. Ñorquincó (Ñorquincó)
9. Pichi Mahuida (Río Colorado)
10. Pilcaniyeu (Pilcaniyeu)
11. San Antonio (San Antonio Oeste)
12. Valcheta (Valcheta)
13. Veinticinco de Mayo (Maquinchao)

## Paleontologie
Tato provincie je významná množstvím paleontologických objevů, zejména pak fosilních koster druhohorních dinosaurů. Jedním z nich je i kachnozobý dinosaurus Bonapartesaurus rionegrensis, v jehož druhovém jméně je provincie dokonce přímo jmenována.